# Aphodius lunifer
Aphodius lunifer là một loài bọ cánh cứng trong họ Scarabaeidae. Loài này được Solsky miêu tả khoa học năm 1876.